# Polystachya puberula
Polystachya puberula är en orkidéart som beskrevs av John Lindley. Polystachya puberula ingår i släktet Polystachya och familjen orkidéer. Inga underarter finns listade i Catalogue of Life.